# Design of a Decade: 1986–1996
"'Design of a Decade: 1986–1996'" es el primer álbum de grandes éxitos de la cantante estadounidense Janet Jackson. Fue lanzado el 2 de octubre de 1995 por A&M Records. El álbum fue publicado a través de A&M ya que el contrato de Jackson con Virgin Records le otorgó la opción de dejar el sello luego del lanzamiento de su quinto álbum de estudio Janet (1993). La compilación presenta 14 de los sencillos de Jackson de sus tres álbumes anteriores: Control (1986), Janet Jackson's Rhythm Nation 1814 (1989) y Janet , así como dos nuevas pistas, "Runaway" y "Twenty Foreplay". El lanzamiento de la colección estuvo acompañado por un lanzamiento de video casero del mismo título.
"'Design of a Decade: 1986–1996'" recibió críticas positivas de los críticos musicales, que citaron la cantidad de sencillos exitosos en el disco, pero muchos notaron su título engañoso ya que el contenido del álbum abarcó predominantemente un período de cinco años. Fue bien recibido comercialmente, alcanzando el número tres en el Billboard 200 de EE. UU. y fue certificado doble platino por la Recording Industry Association of America (RIAA). El disco también se ubicó dentro del top ten en varios países del mundo, incluidos Australia, Canadá, Irlanda, Japón y el Reino Unido. Design of a Decade: 1986–1996 ha vendido más de diez millones de copias en todo el mundo.

## Lanzamiento
Para lanzar Design of a Decade: 1986–1996, A&M proporcionó un "plan de marketing muy agresivo pero serio", que incluía "un plan de marketing mundial multimillonario que [involucró], sindicado y localizado y publicidad televisiva local, así como anuncios impresos en varias publicaciones para consumidores, entre ellas Seventeen, Rolling Stone, Vanity Fair, Jet, Vibe y Essence". La compilación se lanzó internacionalmente por primera vez el 2 de octubre de 1995, antes de que se lanzara el 10 de octubre en América del Norte; se puso especial énfasis en el lanzamiento internacional, ya que la compañía discográfica sintió que necesitaba explorar todo el potencial de Jackson a nivel global.

## Recepción crítica
"Design of a Decade: 1986-1996" recibió críticas positivas de los críticos musicales. Gil L. Robertson IV de Cash Box describió el paquete como "un tesoro para todos aquellos a quienes les gusta la música caliente y dulce", señalando cómo "todas las canciones aquí han sido enormes éxitos" y escribiendo que las nuevas pistas "muestran acertadamente la evolución continua de Jackson como un artista adulto fuerte y altamente centrado". El portal de música All Music le concedió cuatro de cinco estrellas al compilatorio, destacando los grandes éxitos obtenidos por Jackson alrededor de su tiempo de fama.

## Posicionamiento en las listas
| LIstas (1995–1996)                    | Máxima posición |
| ------------------------------------- | --------------- |
| Australia (ARIA)                      | 2               |
| Austria (Ö3 Austria)                  | 15              |
| Bélgica (Ultratop Flandes)            | 7               |
| Bélgica (Ultratop Valonia)            | 6               |
| Danish Albums (Hitlisten)             | 6               |
| Países Bajos (Album Top 100)          | 8               |
| European Albums (Top 100)             | 8               |
| Francia (SNEP)                        | 2               |
| Finlandia (Suomen virallinen lista)   | 18              |
| Alemania (Offizielle Top 100)         | 10              |
| Irish Albums (IFPI)                   | 2               |
| Japón (Oricon)                        | 4               |
| Nueva Zelanda (Recorded Music NZ)     | 1               |
| Noruega (VG-lista)                    | 18              |
| Escocia (Scottish Albums Chart)       | 4               |
| Singapore Albums (SPVA)               | 1               |
| Suecia (Sverigetopplistan)            | 14              |
| Suiza (Schweizer Hitparade)           | 6               |
| Reino Unido (UK Albums Chart)         | 2               |
| Reino Unido (UK R&B Albums)           | 1               |
| Estados Unidos (Billboard 200)        | 3               |
| US Top R&B/Hip-Hop Albums (Billboard) | 4               |

## Créditos y personal
- Melanie Andrews – arreglista
- Jerome Benton – voces
- Lee Blaske – arreglista
- Patrick Demarchelier – fotografía
- Alan Friedman – programación
- Larimie Garcia – diseño
- Greg Gorman – fotografía
- Jeri Heiden – dirección de arte, diseño
- Steve Hodge – ingeniero, mezcla
- Goh Hotoda – remezclas
- Janet Jackson – arreglista, productora ejecutiva, intérprete principal, productora, ritmo, voces, coros
- Jimmy Jam – arreglista, ingeniero asistente, múltiples instrumentos, productor, ritmo, voces
- Jellybean Johnson – productor, consultor de remezclas, voces
- Terry Lewis – múltiples instrumentos, productor
- Bob Ludwig – masterización
- John McClain –  productor ejecutivo
- Monte Moir – arreglista, ingeniero asistente, productor
- Shep Pettibone – posproducción, remezcla
- Herb Ritts – fotografía
- David Ritz – notas del álbum
- Mike Scott – guitarra
- Tony Viramontes – fotografía
- Michael Wagener – remezcla
- Bruce Weber – fotografía
- Steve Wiese – ingeniero asistente, ingeniero, productor
- Eddie Wolfl – fotografía

## Lista de canciones
| Design of a Decade: 1986–1996 – International edition |                                                                            |                                    |          |  |
| N.º                                                   | Título                                                                     | Original album                     | Duración |  |
| 1.                                                    | «Runaway»                                                                  |                                    | 3:35     |  |
| 2.                                                    | «What Have You Done for Me Lately» (LP edit)                               | Control                            | 3:32     |  |
| 3.                                                    | «Nasty» (LP edit)                                                          | Control                            | 3:45     |  |
| 4.                                                    | «When I Think of You»                                                      | Control                            | 3:56     |  |
| 5.                                                    | «Escapade»                                                                 | Janet Jackson's Rhythm Nation 1814 | 4:45     |  |
| 6.                                                    | «Miss You Much» (LP edit)                                                  | Janet Jackson's Rhythm Nation 1814 | 3:52     |  |
| 7.                                                    | «Whoops Now» (LP edit)                                                     | Janet                              | 4:08     |  |
| 8.                                                    | «Love Will Never Do (Without You)» (single version)                        | Janet Jackson's Rhythm Nation 1814 | 4:35     |  |
| 9.                                                    | «Alright» (Shep Pettibone Remix)                                           | Janet Jackson's Rhythm Nation 1814 | 4:39     |  |
| 10.                                                   | «The Best Things in Life Are Free» (CJ's 7-inch Mix; with Luther Vandross) | Mo' Money soundtrack (1992)        | 4:07     |  |
| 11.                                                   | «Control» (LP edit)                                                        | Control                            | 3:29     |  |
| 12.                                                   | «The Pleasure Principle» (LP edit)                                         | Control                            | 4:14     |  |
| 13.                                                   | «Black Cat» (video mix/short solo)                                         | Janet Jackson's Rhythm Nation 1814 | 4:30     |  |
| 14.                                                   | «Rhythm Nation» (LP edit)                                                  | Janet Jackson's Rhythm Nation 1814 | 4:28     |  |
| 15.                                                   | «That's the Way Love Goes»                                                 | Janet                              | 4:27     |  |
| 16.                                                   | «Come Back to Me» (I'm Beggin' You Mix)                                    | Janet Jackson's Rhythm Nation 1814 | 5:38     |  |
| 17.                                                   | «Let's Wait Awhile»                                                        | Control                            | 4:37     |  |
| 18.                                                   | «Twenty Foreplay» (edit)                                                   |                                    | 5:20     |  |

| Design of a Decade: 1986–1996 – Limited edition (bonus disc) |                                                                    |                                    |          |  |
| N.º                                                          | Título                                                             | Original album                     | Duración |  |
| 1.                                                           | «Young Love» (12-inch dance mix)                                   | Janet Jackson (1982)               | 5:09     |  |
| 2.                                                           | «Diamonds» (Cool Summer Mix Edit; with Herb Alpert and Lisa Keith) | Keep Your Eye on Me (1987)         | 4:02     |  |
| 3.                                                           | «The Knowledge» (Q Sound Mix)                                      | Janet Jackson's Rhythm Nation 1814 | 4:01     |  |
| 4.                                                           | «Say You Do»                                                       | Janet Jackson                      | 6:49     |  |
| 5.                                                           | «Don't Stand Another Chance»                                       | Dream Street (1984)                | 4:17     |  |
| 6.                                                           | «French Blue»                                                      | "Fast Girls" single (1984)         | 6:23     |  |
| 7.                                                           | «When I Think of You» (Jazzy Mix)                                  | Control                            | 10:19    |  |

| Design of a Decade: 1986–1996 – video compilation |                                    |                   |          |  |
| N.º                                               | Título                             | Director(s)       | Duración |  |
| 1.                                                | «What Have You Done for Me Lately» | Piers Ashworth    |          |  |
| 2.                                                | «Nasty»                            | Mary Lambert      |          |  |
| 3.                                                | «When I Think of You»              | Julien Temple     |          |  |
| 4.                                                | «Control»                          | Lambert           |          |  |
| 5.                                                | «Let's Wait Awhile»                | Dominic Sena      |          |  |
| 6.                                                | «The Pleasure Principle»           | Sena              |          |  |
| 7.                                                | «Miss You Much»                    | Sena              |          |  |
| 8.                                                | «Rhythm Nation»                    | Sena              |          |  |
| 9.                                                | «Escapade»                         | Peter Smillie     |          |  |
| 10.                                               | «Alright»                          | Temple            |          |  |
| 11.                                               | «Come Back to Me»                  | Sena              |          |  |
| 12.                                               | «Black Cat»                        | Wayne Isham       |          |  |
| 13.                                               | «Love Will Never Do (Without You)» | Herb Ritts        |          |  |
| 14.                                               | «That's the Way Love Goes»         | René Elizondo Jr. |          |  |
| 15.                                               | «Whoops Now»                       | Yuri Elizondo     |          |  |
| 16.                                               | «Runaway»                          | Marcus Nispel     |          |  |
| 17.                                               | «Runaway Documentary»              |                   |          |  |